# ویاچسلاو چانوف
ویاچسلاو چانوف (روسی: Вячеслав Викторович Чанов؛ زادهٔ ۲۳ اکتبر ۱۹۵۱) بازیکن اهل اتحاد جماهیر شوروی سوسیالیستی و مربی فوتبال اهل روسیه است.
از باشگاه‌هایی که در آن بازی کرده‌است می‌توان به باشگاه فوتبال زسکا مسکو، باشگاه فوتبال نفتچی باکو، باشگاه فوتبال تورپدو مسکو، و باشگاه فوتبال شاختار دونتسک اشاره کرد.
وی همچنین در تیم ملی فوتبال شوروی بازی کرده‌است.